# Jim Sieval
Jim Sieval (Haarlem, 3 september 1952 – 22 september 2009) was een Nederlands honkballer.
Sieval, een rechtshandige speler die aanvankelijk als werper debuteerde in de hoofdklasse, zou uitgroeien tot een van de beste binnenvelders. Als korte stop maakte hij furore, maar hij zou ook blijven werpen. Hij debuteerde in de hoofdklasse samen met Harm Horeman, vader van softbalinternational Dana Horeman, in het Haarlemse Schoten.
In 1977 vertrok hij samen met hem naar de Amstel Tijgers. In dat jaar gooide hij als werper 20 complete wedstrijden, een Nederlands record in de hoofdklasse, dat nog altijd in zijn bezit is. Ook gooide hij dat jaar het record van de meeste innings, 206 1/3 in 1 seizoen. Bij Amstel Tijgers werd Sieval uiteindelijk de vaste korte stop en vormde met Horeman op het derde honk en Charles Urbanus op het tweede honk een solide binnenveld. Hij werd met hen bij de Amstel Tigers driemaal landskampioen. In 1978 werd Sieval door de KNBSB uitgeroepen tot Most Valuable Player. Aan het eind van zijn loopbaan kwam hij nog enkele seizoenen uit voor de Haarlem Nicols.
Sieval debuteerde in 1973 in het Nederlands honkbalteam tijdens het Europees kampioenschap in Haarlem. In totaal zou hij tussen 1973 en 1981 meer dan vijftig interlands spelen. In 1973 en 1981 werd hij met het Nederlands team Europees kampioen. Als slagman stond hij bekend om zijn goede contact hits en zijn sprintvermogen en snelheid als honkloper.